# جانيت ثوربر
جانيت ثوربر (بالإنجليزية: Jeannette Thurber)‏، وتُعرف أيضًا باسم  جانيت مايرز ثوربر، وُلدت في دلهي في نيويورك في 29 يناير عام 1850. كانت من بين أوائل الرُعاة الرئيسيين للموسيقى الكلاسيكية في الولايات المتحدة. أسست ثوربر المعهد الوطني للموسيقى في أمريكا عام 1885، والذي عُد الأول من نوعه، وهو مسعى يقول البعض عنه أنه قاد إلى أول موسيقى أوركسترالية ذات صوت أمريكي مُميز. ولكن في موقف جذري للغاية آنذاك، دافعت ثيربر عن حقوق النساء والأشخاص الملونين والمُعاقين في حقهم في حضور المعهد، وأحيانًا بعد حصولهم على منحة دراسية كاملة. كان هذا عام 1885، وليس بعد وقت بعيد من الحرب الأهلية، وكانت مدرستها مُتناغمة من الناحية العرقية ، حيث كانت تدعم النساء والمُعاقين على حد سواء. وتُوفيت في 2 يناير عام 1946 في برونكسفيل بنيويورك.